# Planeta Rica
Planeta Rica es un municipio colombiano ubicado en el departamento de Córdoba. Se encuentra localizado al Suroriente del departamento de Córdoba, limitando al norte con los municipios de Montería, San Carlos y Pueblo Nuevo; al sur con Montelíbano; al oeste con los municipios de Montería y Tierralta, al este con Buenavista y Pueblo Nuevo (Córdoba).

## Toponimia
Los buscadores de ipecacuana, eran conocidos como "raicilleros". Los primeros pobladores erigieron sus primeras viviendas en una especie de terreno plano y teniendo en cuenta que eran personas sin educación formal, tomaron como sinónimo de planicie el de “Planeta”. Posteriormente le antepusieron el artículo femenino “La” bautizando la nueva villa con el original nombre de “La Planeta”.
Planeta Rica era una región montañosa y húmeda, donde abundaban además de animales silvestres como el Puma concolor concolor, diferentes tipos de serpientes y micos;  la ipecacuana. La ipecacuanha  es una raíz bastante apreciada en la industria farmacéutica; la corteza o concha de quina, se empleaba en la preparación de medicamentos para el manejo de las fiebres palúdicas, Además se extraían apreciables cantidades de goma de caucho, productos vegetales que por aquella época eran comercializados a muy buen precio. Estos productos se consideraban como una verdadera riqueza, razón por la cual al nombre inicial resolvieron agregar el calificativo “Rica” por lo que al rancherío se le comenzó a conocer como “La Planeta Rica”.
Con el paso de los años , el artículo “La” desapareció y entonces al poblado en definitiva se le dejó el atractivo nombre de Planeta Rica.
Se destaca como un dato curioso el hecho de que a Planeta Rica le llamaban coloquialmente “El Bolsillo”,  debido a la ubicación que los fundadores le dieron a las primeras casas, que fueron levantadas alrededor de la Plazoleta San Roque con una sola entrada.

## División Político-Administrativa
Además de su Cabecera municipal. Planeta Rica tiene bajo su jurisdicción los siguientes Centros poblados:
- Arenoso
- Campo Bello
- Carolina
- Centro Alegre
- El Almendro
- El Guayabo
- El Reparo
- Las Pelonas
- Loma de Piedra
- Los Cerros
- Marañonal
- Marimba
- Medio Rancho
- Nuevo Paraíso
- Pamplona
- Planetica
- Plaza Bonita
- Providencia
- Punta Verde
- Santa Ana
- Santa Rosa

## Historia
No se tiene muy claro el año de su fundación pero se cree que la historia de Planeta Rica se inicia con hombres campesinos de hacha y machete procedentes de las sabanas en el norte del departamento de Córdoba, quienes llegaron al sitio actual movidos por las noticias que existía una planicie de montañas muy fértiles, llena de árboles de maderas finas como el caucho y en donde abundaba la quina y la ipecacuana (raicilla), plantas reconocidas como medicinales. Estas riquezas y la ambición generaron una exploración hacia las montañas del Sur, al llegar hicieron un claro en la montaña y construyeron, con materiales de la región un campamento cerca de una fuente de agua que llamaron "El Chorrillo", se cree que esto pudo haberse dado entre los años 1883 y 1885.
Hombres de hacha y machete, como los hermanos José Rosario y Francisco Roatán, José Ángel y Liberato Fuentes, los señores Inocencio Polo, Pedro Conde, José del Carmen Díaz, Pedro Ruiz, Francisco Carrascal, Trinidad Mendoza, Joaquín Guzmán y Agustín Pérez, se constituyeron en los insospechados fundadores de Planeta Rica.
Por no tener fecha clara de fundación se acordó por consenso tomar como fecha de fundación el 10 de febrero de 1885; en ese año unos doscientos metros más al sur formaron una plazoleta triangular que se llamó "Plaza de San Roque". Este fue en su momento el punto geográfico más alto y apto para lograr un asentamiento; de ahí en adelante empieza a desarrollarse hacia la parte Sur adherido a la vía principal o antiguamente Camino a Pueblo Nuevo que comunicaba al resto del territorio. Es pues que hasta finales de 1900 el Caserío de la Planeta como era denominado ya se fue desarrollando hacia las partes más aptas topográficamente. En 1909 el Caserío Planeta Rica fue evolucionando lentamente hasta el punto que las zonas más destacadas se irían desarrollando hacia el oriente y occidente tomando como eje principal la Calle Real hoy en día la Calle 20, lugar donde empezarían a confluir una serie de caminos que la empezaban a comunicar con la parte rural del territorio. Dichos caminos ya no confluirían en la Plaza de San Roque punto original del asentamiento, pero si con el punto donde había mayores posibilidades de asentamiento (actual Plaza de la Candelaria) por su topografía plana y lugar de cruce que se conectaba en sentido diagonal a la plaza. En 1954 se empieza a construir la Iglesia de la Candelaria (lugar céntrico y jerárquico en el que se marcaría el desarrollo comercial de Planeta Rica). La espontaneidad del crecimiento fue contrarrestada por la tradicional resistencia de los hacendados a incorporar tierras productivas al uso urbano así como por un incremento poblacional más o menos proporcional a la disponibilidad de recursos económicos, empleo e ingresos. Es pues en esta época cuando se observan los primeros indicios del rompimiento y deterioro de la estructura ortogonal de Planeta Rica, dado a las tendencias de crecimiento lineal sobre las vías hacia los corregimientos y veredas localizados en el lado sur este y oeste del municipio. Pasados 71 años desde la llegada de los primeros colonos, el día 12 de enero del año 1954, fue erigido como "Municipio" del departamento de Córdoba por medio de Decreto Nº00811, firmado por el entonces Gobernador de Córdoba Don Miguel García Sánchez. El día 3 de marzo se oficializó y se inauguró el nuevo municipio, siendo designado como su primer alcalde el señor Luis Felipe González, su primer personero el señor Hernan Echavarria S, su primer párroco el Presbítero Juan de Jesús Nárvaez. G.
Se dice que Planeta Rica fue un antiguo cementerio indígena, en la parte de su formación” La Plaza de San Roque” comprendiendo 4 manzanas a la redonda se han podido hallar restos mortuorios y en algunos casos restos de cerámica. Muchos investigadores ha llegado a este municipio en busca de evaluar la importancia tuvo el municipio en el desarrollo esta cultura del bajo San Jorge y Sinú.
Está claro que los indígenas zenúes habitaron esta región, y prueba de ello son las piezas de oro encontradas en una Guaca en providencia (Planeta Rica) en 1990, se describe en el libro El Oro Del Gran Zenú y se exhiben en el Museo de oro de Bogotá, son piezas únicas en el mundo.
El otro caso es el del sector conocido como la Loma de los Chivos, que se ubica en el camino al barrio de Planetica, donde se dice que hubo asentamientos indígenas.

## Demografía
La población del municipio está distribuida de la siguiente manera: Urbana: 42.461 y Rural: 24.727 para un total de 67.188 según las proyecciones del DANE para el año 2015.

## Economía
Las principales actividades económicas están relacionadas con la producción agropecuaria y ganadera, siendo la ganadería el principal renglón de la economía del municipio el cual puede mover mediante compra y venta de ganado mediante subastas más de 1.000.000.000 (mil millones de pesos) en un día de subastas cualquiera en una de las dos empresas de subastas de ganado con las que tiene el municipio de Planeta Rica. además de la ganadería Planeta Rica cuenta con una gran actividad comercial con una gran cantidad de locales comerciales ubicados por todas las carreras quinta, séptima, octava y novena, y calles 18, 19, 20 y 21 del centro de Planeta Rica. También cuenta con un desarrollo industrial en la fabricación de productos derivados de los lácteos en la empresa Colanta y la empresa Planeta Rica leche de Búfala con la producción de Yogures, queso, crema de leche y demás. El municipio cuenta con supermercados de cadena. La banca está representada por sucursales y cajeros electrónicos de: Banco Bilbao Vizcaya Argentaria, Banco Agrario de Colombia, Bancolombia, Banco de Bogotá, y oficinas bancarias para el desarrollo microempresarial, como Fundación Mundo Mujer y Bancamía.
En cuanto a los red hotelera, el municipio cuenta con hoteles de mucha tradición todos contiguos a la Troncal de Occidente como el Hotel y Restaurante Bochica, Hotel Villa Real y Hotel del Lago. También cuenta con hoteles condominio campestres a las afueras de la ciudad. El hotel condominio Punta del Sol presta sus servicios desde el 2005 y se encuentra ubicado a 9 km del área urbana del municipio. El hotel condominio Linda Palma ubicado en el kilómetro 4 de la vía Planeta Rica - Medellín está funcionando desde mediados del año 2012. Y Olas de Planeta Rica, en la estación de gasolina Texaco, vía a Medellín. Uno de sus principales motores económicos es la cooperativa fabricante de productos alimenticios Colanta. Otras empresas en la ciudad son Super Tienda Olímpica, PlanetaRica100% Leche Búfala, Proleche, una procesadora de Yuca en Centro Alegre y una ladrillera en la vereda Los Cerros. Las subastas ganaderas son un impulso gigante para la economía del municipio entre ellas: Subagan Soga S.A. y Subastar.

### Sectores Agropecuarios
El municipio de Planeta Rica pertenece al fértil valle del Río San Jorge solo hay sembradas 3582 hectáreas que corresponden al 3 % del área total del municipio. La mayoría de los cultivos son dedicados al autoconsumo. Hay muy pocos excedentes para vender fuera del municipio; y usualmente los habitantes del municipio compran alimentos procedentes de otros municipios. La tecnología utilizada es de tipo artesanal y en consecuencia la productividad es baja; razón por la cual, la mayoría de los campesinos prefieren no sembrar; amenos de que existe un connotado latifundio.

### Sector pecuario
Presenta tres sistemas de producción acorde a las condiciones físicas, calidad del suelo, pendiente, fertilidad y disponibilidad de pastos y alimentos. Su principal característica es ser de tipo extensivo y por tanto se desarrolla en grandes fincas y haciendas. Esta actividad ocupa más del 90 % del territorio municipal apto para la explotación. A pesar de que un alto porcentaje del territorio es potencialmente apto para la agricultura, el predominio de la ganadería determina la vocación histórica de la economía municipal. Las razas predominantes son Cebú –Mestizo, Pardo-Suizo y los cruces de Cebú y Pardo Holstein. La capacidad de carga varía de una a tres cabezas por ha y la producción de leche oscila entre 1.5 y 3 L vaca/día, de acuerdo a las práctica y tecnologías aplicadas. La aplicación de tecnología para la explotación ganadera no es generalizada, sin embargo existe un buen número de haciendas que la utilizan; y aquellas que no lo hacen compran toros mejorados como medio para obtener mayor desarrollo, estabilidad y producción en el hato.
Esta situación explica en parte, el hecho de que el promedio de cabezas de ganado en Planeta Rica esté en 1.3 /ha, muy por debajo del promedio departamental que corresponde a 1.5 Reses/ha para zonas altas y 2.5 para zonas bajas.
Planeta Rica es uno de los municipios con mayor actividad pecuaria (ganadería) en la región y el país, con grandes subastas ganaderas donde se comercializan semanalmente alrededor de 3.500 bovinos en pie, y cuenta con empresas lecheras como: Colanta, Proleche, y PlanetaRica 100% Búfala.

### Sector pesca
El municipio hace parte de la cuenca del río San Jorge, en cuya subregión existen además los municipios de Pueblo Nuevo, Ayapel, Montelíbano, Puerto Libertador y la Apartada. Sin embargo, no ha sido común explotar la riqueza ictiológica del municipio, ya que no cuenta con significativas fuentes de agua, solo posee pequeños arroyos, quebradas, y pequeños cuerpos de agua, razón por la cual el municipio mantiene en racionamiento del líquido en épocas de verano.

### Sector minero

#### Níquel
Es el más representativo para el municipio de Planeta Rica, se encuentra ubicado en el Cerro de la Mula, donde existe una reserva mineral de gran importancia para el País. Además es muy importante por la redistribución de los ingresos de la mina de Cerromatoso.

#### Carbón
La explotación de este mineral se realiza en forma artesanal en la Formación Ciénaga de Oro y Cerrito, especialmente en la carretera Montería- Planeta Rica, cerca de la población de Guacharacal. No se conocen registros de los volúmenes de explotación por lo que se establece una baja influencia en el PIB.

#### Caliza
Corresponde a una cantera localizada al occidente de Planeta Rica sobre la base de la Formación Cerrito, hoy solo se utiliza para afirmado de carreteras pero por su calidad y potencial sería un cuerpo de importancia para la obtención de cal y de cemento.

## Cultura
Es un municipio con gran riqueza de la cultura tradicional, aquí vivieron los músicos de vallenato, Alejandro Durán y Enrique Díaz Tovar. Durante la segunda semana del mes de febrero se lleva a cabo la tradicional Corraleja, el día después de la celebración patronal de la Virgen de la Candelaria. También se destaca por ser sede de Exposanjorge, un evento donde se expone el talento artesanal y empresarial que tiene la región.
Otros de los eventos importantes que se realiza en este municipio:
- Festival Nacional de Intérpretes de la Canción, Ciudad Planeta Rica
- El Festival de Bandas Folclóricas.
- Día del Campesino
- Festival del Porro que se celebra en la Institución Educativa Nuestra Señora de la Candelaria anualmente.
- Exposanjorge
- Reinado del reciclaje por la I.E. Alfonso Builes Correa
- Festival del dulce para los días de Semana Santa por la I.E Nuestra señora de la candelaria

## Geografía

### Ubicación
Desde el punto de vista fisiográfico, el municipio hace parte de la cuenca del río San Jorge, en cuya subregión existen además los municipios de Pueblo Nuevo, Ayapel, Montelíbano, Puerto Libertador y la Apartada. Planeta Rica está ubicado hacia el sudeste del departamento de Córdoba entre los valle del Río Sinú y San Jorge siendo una de las tierras más fértiles del país aptas para agricultura y la ganadería, este municipio se encuentra a 87 m s. n. m. Su relieve es parcialmente plano con pequeños accidentes geográficos en la zona rural que oscilan entre 100 y 200 metros, la máxima altura es un cerro ubicado en el caserío Nuevo Paraíso que solo alcanza los 300 metros de altura, este sector del país se conocía como las antiguas sabanas de Bolívar, hoy Córdoba y Sucre.

### Hidrografía
El ecosistema del municipio de Planeta Rica se estructura a partir de las cuencas de los ríos Sinú y San Jorge. El Sistema hídrico está constituido por pequeños arroyos, quebradas y caños junto con una importante reserva de aguas subterráneas. En relación con el río Sinú, Planeta Rica pertenece a su cuenca media en donde se destacan los arroyos de las Flores, El Tigre, Los Cacaos, La Viveza, El Golero, El Arroyon, El Arenosito y las quebradas de los Popales, Q. Seca, El Mulo, Severinera, Canine, Oscurana, El Toto, El Sabroso, La Rusia, El Limón y el caño Costa Rica, siendo todos estos tributarios de la Ciénaga de Betancí.
Por su parte respecto al río San Jorge, reviste mayor importancia para el municipio ya que la parte baja y alta de su cuenca constituyen 843 km² de los 1148 km² de su área total.
Planeta Rica solo cuenta con pequeños arroyos que pasan la mayoría del año prácticamente secos, el mayor afluente de agua en la cabecera principal es el Arroyo Carolina que baña los municipios de San Carlos y Planeta Rica, entregando sus aguas al arroyo Arena, este a la vez tributario del arroyo Carate. De manera particular, la microcuenca Carolina es de forma alargada en sentido sur oriente, posee una extensión de 36 kilómetros cubriendo un área aproximada de 36.5 km². Este caño lleva una larga carga de sedimentos originados por arrastre de material de su lecho, los cuales descargan al arroyo Carate. La microcuenca posee las siguientes características: Es básicamente un lecho conformado para el drenaje de las aguas lluvias y de infiltración que aumenta su caudal debido a las precipitaciones en época de invierno. En el área de estudio y aguas debajo de la microcuenca es utilizada como abrevadero y aguas muy arriba del punto de vertimiento es utilizada como fuente de abastecimiento para el acueducto. El Arroyo El Desorden atraviesa parte la cabecera municipal donde están ubicadas más de 650 familias que conectan sus aguas residuales directamente al arroyo contaminando considerablemente este cuerpo de agua.
Además del Arroyo La carolina, el municipio de Planeta Rica se abastece de dos embalses, El topacio y El rubí. Ubicados a 3 km vía a Montería, a orillas de los cuales se encuentra la planta de tratamiento.En el municipio también se extrae agua de pozos, siendo "El Pital" en el cual se abastece de "Agua Potable" el municipio y es distribuida por tracción de animal.

### Clima
Su clima al igual que los períodos de lluvia se han visto variados en los últimos años por la deforestación masiva y acelerada. Lo que antes se describía como un inmenso bosque tropical, hoy es un vasto terreno dedicado a la agricultura y ganadería, ello ha contribuido a la sedimentación de sus afluentes y a las variaciones climáticas y estacionarias. El clima del municipio de Planeta Rica es cálido tropical con una estación de sequía y una de lluvias a lo largo del año. El promedio de la temperatura es de 28 con temperaturas de 22 °C en época de invierno y hasta 40 °C en época de verano. Debido a la humedad, la sensación térmica por lo general supera los 42 °C Sensación térmica En la región norte del municipio de Planeta Rica, el valor del brillo solar medio está en 1.805.3 horas/año; En la región sur el brillo solar está entre 1.400 - 1.600 h/a.
| Parámetros climáticos promedio de Planeta Rica | Parámetros climáticos promedio de Planeta Rica | Parámetros climáticos promedio de Planeta Rica | Parámetros climáticos promedio de Planeta Rica | Parámetros climáticos promedio de Planeta Rica | Parámetros climáticos promedio de Planeta Rica | Parámetros climáticos promedio de Planeta Rica | Parámetros climáticos promedio de Planeta Rica | Parámetros climáticos promedio de Planeta Rica | Parámetros climáticos promedio de Planeta Rica | Parámetros climáticos promedio de Planeta Rica | Parámetros climáticos promedio de Planeta Rica | Parámetros climáticos promedio de Planeta Rica | Parámetros climáticos promedio de Planeta Rica |
| Mes                                            | Ene.                                           | Feb.                                           | Mar.                                           | Abr.                                           | May.                                           | Jun.                                           | Jul.                                           | Ago.                                           | Sep.                                           | Oct.                                           | Nov.                                           | Dic.                                           | Anual                                          |
| ---------------------------------------------- | ---------------------------------------------- | ---------------------------------------------- | ---------------------------------------------- | ---------------------------------------------- | ---------------------------------------------- | ---------------------------------------------- | ---------------------------------------------- | ---------------------------------------------- | ---------------------------------------------- | ---------------------------------------------- | ---------------------------------------------- | ---------------------------------------------- | ---------------------------------------------- |
| Temp. máx. abs. (°C)                           | 37.0                                           | 38.0                                           | 38.6                                           | 38.6                                           | 38.7                                           | 39.8                                           | 37.8                                           | 37.8                                           | 38.5                                           | 39.0                                           | 38.1                                           | 38.8                                           | 39.8                                           |
| Temp. máx. media (°C)                          | 33.7                                           | 34.1                                           | 34.4                                           | 33.9                                           | 32.7                                           | 32.6                                           | 32.2                                           | 32.3                                           | 32.3                                           | 32.1                                           | 32.4                                           | 32.5                                           | 34.4                                           |
| Temp. media (°C)                               | 28.1                                           | 28.1                                           | 28.4                                           | 28.1                                           | 27.5                                           | 27.7                                           | 27.4                                           | 27.4                                           | 27.2                                           | 27.0                                           | 27.3                                           | 27.7                                           | 27.7                                           |
| Temp. mín. media (°C)                          | 22.1                                           | 22.5                                           | 22.6                                           | 22.3                                           | 22.2                                           | 22.9                                           | 22.6                                           | 22.7                                           | 22.7                                           | 22.7                                           | 22.6                                           | 22.4                                           | 22.1                                           |
| Temp. mín. abs. (°C)                           | 16.4                                           | 17.0                                           | 17.4                                           | 20.0                                           | 19.0                                           | 19.0                                           | 19.2                                           | 19.2                                           | 19.2                                           | 18.6                                           | 18.2                                           | 17.2                                           | 16.4                                           |
| Precipitación total (mm)                       | 15                                             | 19                                             | 43                                             | 130                                            | 215                                            | 202                                            | 196                                            | 224                                            | 172                                            | 155                                            | 92                                             | 40                                             | 1503                                           |
| Humedad relativa (%)                           | 78                                             | 78                                             | 76                                             | 78                                             | 82                                             | 83                                             | 82                                             | 83                                             | 83                                             | 83                                             | 83                                             | 82                                             | 80.9                                           |
| [cita requerida]                               |                                                |                                                |                                                |                                                |                                                |                                                |                                                |                                                |                                                |                                                |                                                |                                                |                                                |

## Educación
El municipio cuenta con instituciones educativas del orden público y privado. Se ofrecen todo los niveles preescolar, primaria, secundaria, técnica y superior aunque esta última es muy escasa y de poca oferta ya que son programas a distancia que ofrecen varias universidades del país como la Universidad de Córdoba, Universidad del Magdalena y la Universidad de Pamplona, quienes no cuentan con sedes propias sino que se desarrollan en aulas de algunos colegios del municipio.
En programas técnicos y tecnológicos, el Sena trimestralmente oferta carreras de este tipo e igualmente no cuenta con aulas propias donde se brinde a los educandos buena calidad educativa y/o espacios para el buen aprendizaje.
Entre los colegios públicos que ofrecen educación de tipo preescolar, primaria y secundaria se encuentra:La Institución Educativa Simón Bolívar, Institución Educativa Nuestra Señora de la Candelaria, Institución Educativa Alfonso Builes Correa,Institución educativa Alianza Para El Progreso, Institución Educativa La Esperanza. Algunos Colegios Privados como: Colegio Diocesano Juan Pablo II, Gimnasio Valle Del San Jorge, Colegio Evangélico La Esperanza.
El municipio también cuenta con un colegio de carácter militar como lo es el Colegio Militar José María Córdoba.También en la zona rural cuenta con instituciones para que los estudiantes no se desplacen hacia el casco urbano del municipio así como lo es la Institución Educativa Plaza Bonita.
La Institución Educativa Simón Bolívar es la más grande del municipio que cuenta una población con más de 4500 estudiantes distribuido en sus 3 jornadas y sus sedes de primaria. La población estudiantil de Planeta Rica supera los 25.000 en la actualidad.
En la actualidad Planeta Rica lucha contra Montelibano para la construcción de una sede de la Universidad de Córdoba para mejorar la oferta educativa en educación superior en el municipio. Otra de los discusiones actuales es la creación de una Universidad para la región, que sería la Universidad del San Jorge.

## Sitios de interés

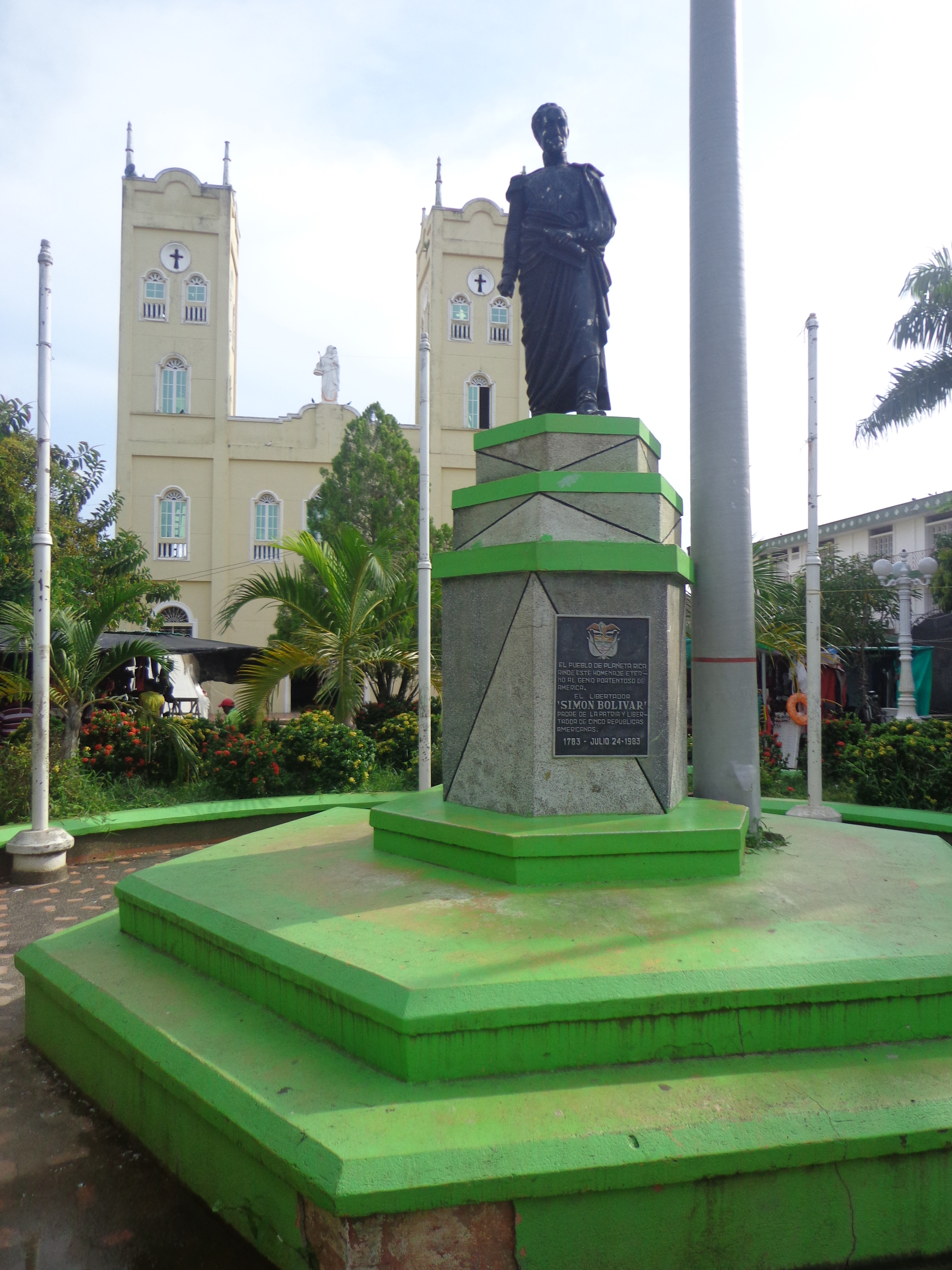
Monumento en Honor a Simón Bolívar, al fondo se puede observar la Iglesia Nuestra Señora de la Candelaria.

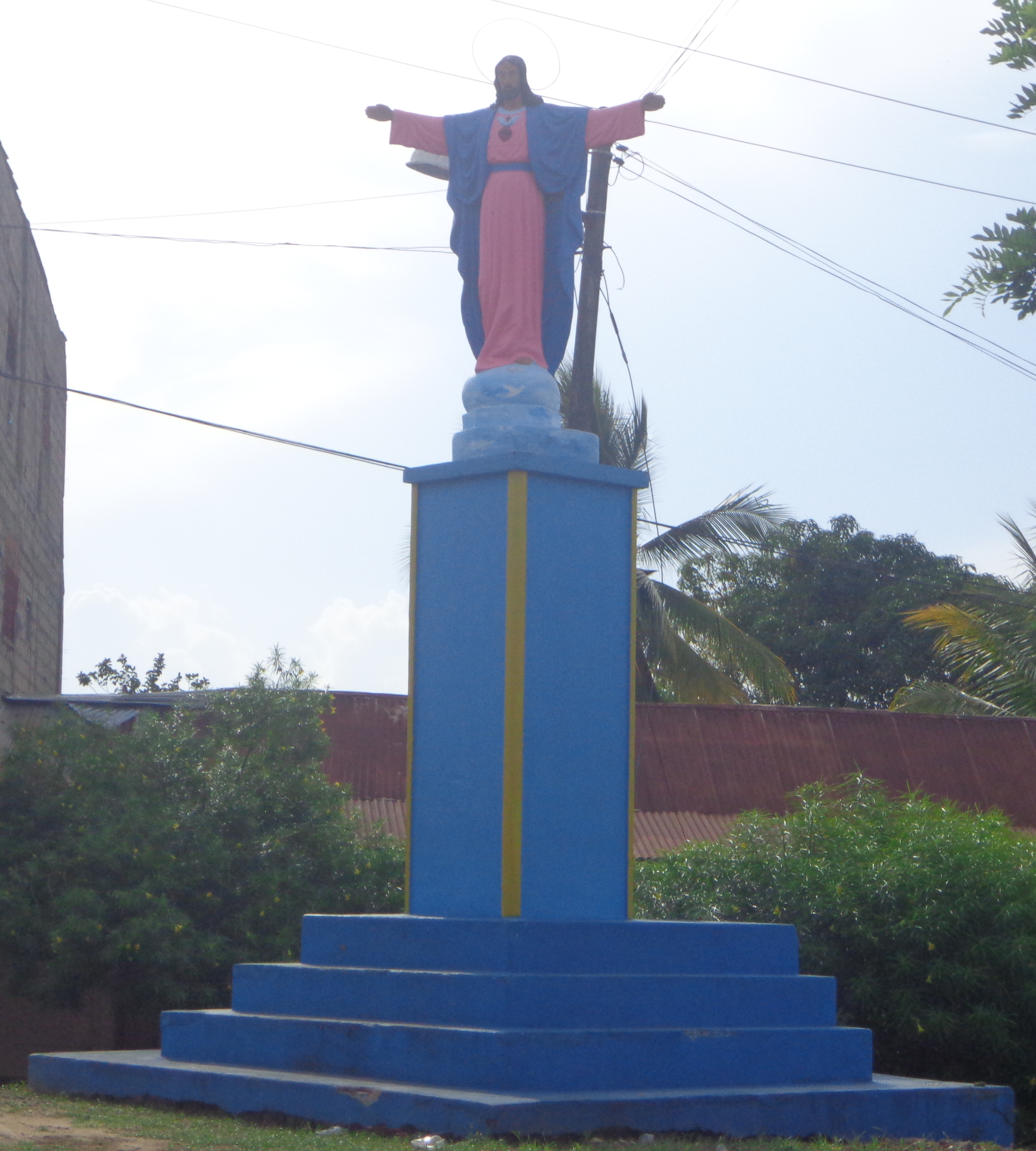
Monumento llamado "Corazón de Jesús" por sus habitantes

- Parque de los Juglares con esculturas de Alejo Durán, Enrique Díaz y Miguel Emiro Naranjo.
- Parque de las Aguas.
- Parque lineal El Chorrillo.
- Pozo El Pital, unos pozos de agua "No potable" que abastece al municipio. Además del Pozo El Pital varios pozos que hay en nuestros municipios, entre ellos el "chorrillo", "Las Cazimbas" y "Pozo del cura".

- Parque central Simón Bolívar
- Iglesia Nuestra Señora de la Candelaria
- Pimienta Fritos Light, un tradicional punto de venta de comidas típicas de la región.
- Monumento a los Raicilleros
- La Ermita de la divina misericordia
- Parroquia San Pedro Claver.
- A 8 km Del municipio vía Medellín el hotel condominio punta del sol
- A 5 km Del municipio vía Medellín el hotel Linda Palma
- El Mall del agro
- Caribe en Sueños Club (Barú)
- Candilejas
- La Pista
- Parroquia San Isidro Labrador
- Iglesia San Pedro Claver
- Estadio Municipal de Planeta Rica (Ubicado en el barrio Palmasoriana)
- Cuenta con varios locales para las rumbas a lo largo de la troncal de occidente y la Carrera Séptima.

## Personajes
- Alejo Durán: cantante y compositor, primer rey vallenato, nacido en El Paso (Cesar), pero que vivió sus últimos años de vida en Planeta Rica.

- Jesús Manuel Estrada: cantante, el eco de su voz trascendió lejos al interpretar uno de los temas que le han dado la vuelta al mundo ´Los caminos de la vida´.

- Miguel Emiro Naranjo: nacido en Ciénaga de oro pero es hijo adoptivo de Planeta Rica, actualmente vive en nuestro municipio.

- Enrique Díaz Tovar: nació en Marialabaja (Bolívar) Sin embargo desde hace muchos años reside en nuestro municipio.

## Vías y transporte
Se puede decir que Planeta Rica presenta un sistema vial organizado, con unas vías de acceso principales que lo comunican con la parte rural y otras con el resto del país, constituyéndose así en un punto estratégico.
Vía principal o Carrera Séptima: esta vía atraviesa la población norte sur y presenta un óptimo estado por su buen drenaje y construcción, oscila entre 6m y 9m variando en todo su recorrido, esta vía permanece desde la evolución del municipio que antiguamente era llamada Camino a Pueblo Nuevo; era la vía que comunicaba a Planeta Rica con la Costa Atlántica y el interior del país.
Por formar parte de la troncal de occidente, la carrera 7.ª ha jugado un papel importante en la conformación de la estructura urbana del municipio y su desarrollo; constituyendo un escenario natural para la localización de establecimientos comerciales y servicios ligados a la actividad agropecuaria.
La carrera 5.ª actualmente la variante o troncal desvía el tráfico para mayor descongestión y seguridad de la carrera séptima. Hacia el norte a la afuera del municipio se encuentra una Y La Ruta 25 sigue su recorrido hacia Pueblo Nuevo - Sincelejo y la Ruta Nacional 23 hacia la capital del departamento, Montería. Convirtiendo a Planeta Rica uno de los mejores puntos estratégicos del Departamento.
En el ámbito urbano el sistema vial del municipio presenta problemas de diversa índole: un alto porcentaje de las vías no se encuentra pavimentado, su estado es pésimo, no se les realiza mantenimiento, no cuentan con sistemas de drenaje adecuados. La situación se agrava aún más en épocas de lluvia debido a que las vías se vuelven intransitables. La malla vial de la zona urbana del municipio suma alrededor de 80 km y no supera ni el 35 % pavimentado y de ese se puede decir que más de la mitad se encuentra en regular estado por trabajos de acueducto y alcantarillado y la negligencia de los mandatarios de turno.
Para el transporte a las principales ciudades principales del país Planeta Rica cuenta con sedes de las empresas Brasilia, Rápido Ochoa, Coonorte, Rápido del Carmen y taxis. Para la capital del departamento buses y busetas (Montra) Torcoroma, Rápido del Carmen prestan el servicio con buenas frecuencias. Para la zona rural viajan camperos y algunas chivas.
Para el transporte urbano se recurre a los mototaxis, motocarros y algunos taxis, para trasportarse a los diferentes barrios y veredas cercanas al municipio. No hay ningún sistema masivo de transporte en Planeta Rica ni la población que la demande.
Las vías rurales se encuentran en regular estado. Se puede hablar de cinco rutas principales; la primera ruta comprende de Planeta Rica a Campo Bello, pasando por las localidades de Centro Alegre y Marañonal; la segunda ruta comprende las vías de Planeta Rica- Medio Rancho y Arenoso; la tercera ruta comprende Planeta Rica - Plaza Bonita- Providencia; la cuarta ruta comprende Planeta Rica - las Pelonas
Providencia y la quinta y última ruta es la vía que de Planeta Rica conduce a Carolina y a Arroyo Arena.
En la actualidad el mandatario de turno manifestó que hará una licitación para construir un terminal a través de un convenio público privado y así reducir el caos que los buses y busetas producen a lo largo de la troncal de occidente y la Calle 18.

### Transporte aéreo
Actualmente no se presta el servicio, pero en el pasado existió y existe una pista aeroportuaria en terrenos de la hacienda La Abastecedora. La historia del aeropuerto se remonta a la historia de Planeta Rica. Actualmente, el transporte aéreo se hace a través del Aeropuerto Los Garzones de Montería.

## Símbolos

### Escudo
El Escudo del municipio de Planeta Rica, es de forma “Española”, indicando con eso el vínculo racial y cultural con los colonizadores.
El campo total del escudete está dividido entre franjas horizontales.
En la faja superior aparece un paisaje natural en cuyo fondo se destacan las serranías de Ayapel, San Jerónimo y Abibe; al centro, los valles de los ríos San Jorge y Sinú, emerge una estrella dorada de 5 puntas que representa la cabecera municipal; las puntas representan los cinco corregimiento que tenía Planeta Rica.
La franja central, llamada corazón del escudo es de fondo blanco, símbolo de honestidad y pacífica convivencia. Sobre este campo de paz se destaca un cuerno dorado que vierte al centro diversos productos agrícolas de la región, significado con ellos (cuerno y frutos) que Planeta Rica realmente es rica en agricultura y ganadería y que por lo tanto las agropecuarias son el corazón y el soporte central de la economía municipal.
En la punta o faja inferior sobre campo verde, color de los pastizales aparece un Cebú blanco en posición naciente (cabeza y cuello), mirando hacia la derecha, el toro representa los miles y miles de cabezas de ganado que pastan en las distintas haciendas del municipio.
El campo total del escudo, está bordeado por un filete o cordón rojo símbolo de la unión, el esfuerzo y el trabajo constante de los planetarricences para lograr el progreso del municipio y la ciudad.
En la parte superior de la franja en letras negras sobre fondo amarillo, se destaca una leyenda que dice PLANETA RICA.
Debajo de la punta o faja inferior, también sobre fondo amarillo en letras negras se lee CIUDAD BELLA Y CORDIAL, que es el lema de Planeta Rica.

### Bandera
El Azul Cielo: simboliza las tradiciones y las sanas costumbres del pueblo, representa además el comportamiento altruista y cordial de los moradores del municipio.
El Verde Esmeralda: está ubicado al centro de la Bandera indicando con ello que la agricultura y la ganadería son las actividades centrales en que se fundamenta la estructura económica del municipio, representa además la esperanza en un futuro mejor.
El Rojo Fiesta: simboliza el temperamento alegre, jovial y festivo de los planetarricences, representa también la libertad del pueblo y el espíritu de trabajo y sacrificio de los pobladores del municipio.
La Estrella Representa: representa la ciudad de Planeta Rica, y las puntas a cada uno de los siete corregimientos que actualmente tiene el municipio; El color amarillo es símbolo, de las riquezas y fertilidad de sus tierras.
Por último la diversidad de colores que tiene la bandera nos recuerda que Planeta Rica es una ciudad cosmopolita habitada por gente procedente de diversas regiones del país.

### Himno de Planeta Rica
Coro
Con gran regocijo
cantemos en coro
a Planeta Rica,
la tierra sin par,
donde sus hijos,
naturales y adoptivos
vivimos unidos,
por el mismo ideal.
I
Fulgurante estrella que irradia al San Jorge
la luz del progreso y de la hermandad,
hoy quiere tu pueblo gritar jubiloso:
¡Qué viva por siempre la Bella y Cordial!
En rica montaña de quinos y cauchos,
sobre verde alfombra tejida en raicilla
con orgullo indígena a ti te fundaron
humildes labriegos de hacha y machete.
Coro
Con gran regocijo
cantemos en coro
a Planeta Rica,
la tierra sin par,
donde sus hijos,
naturales y adoptivos
vivimos unidos,
por el mismo ideal.
II
Poblada por gentes
de toda la patria
que ansiosas bebieron
tu agua pitalera,
con tu propio esfuerzo
saliste adelante
¡airosa te perfilas
ciudad del futuro!
Que el trabajo honrado
de cultos moradores,
que la agricultura y la ganadería
y que la alegría
de tus mujeres bellas
sean eterno emblema
de tu prosperidad.
Coro
Con gran regocijo
cantemos en coro
a Planeta Rica,
la tierra sin par,
donde sus hijos,
naturales y adoptivos
vivimos unidos,
por el mismo ideal.
Letra Fabio Eliecer Londoño Narvàez.
Música Miguel Emiro Naranjo Montes.

## Servicios públicos
- Energía Eléctrica: Afinia, del grupo EPM, es la empresa prestadora del servicio de energía eléctrica.
- Gas Natural: Surtigas es la empresa distribuidora y comercializadora de gas natural en el municipio.